# St. Paul (Comtat de San Patricio)
St. Paul és una població del Comtat de San Patricio a l'estat de Texas dels Estats Units d'Amèrica.

## Demografia
Segons el cens dels Estats Units del 2000 St. Paul tenia 542 habitants., 179 habitatges, i 136 famílies. La densitat de població era de 63,6 habitants per km².
Dels 179 habitatges en un 32,4% hi vivien nens de menys de 18 anys, en un 57,5% hi vivien parelles casades, en un 12,3% dones solteres, i en un 24% no eren unitats familiars. En el 22,3% dels habitatges hi vivien persones soles el 14,5% de les quals corresponia a persones de 65 anys o més que vivien soles. El nombre mitjà de persones vivint en cada habitatge era de 3,03 i el nombre mitjà de persones que vivien en cada família era de 3,59.
Per edats la població es repartia de la següent manera: un 27,7% tenia menys de 18 anys, un 9,8% entre 18 i 24, un 25,8% entre 25 i 44, un 23,8% de 45 a 60 i un 12,9% 65 anys o més.
L'edat mediana era de 34 anys. Per cada 100 dones de 18 o més anys hi havia 103,1 homes.
La renda mediana per habitatge era de 25.750 $ i la renda mediana per família de 32.679 $. Els homes tenien una renda mediana de 25.972 $ mentre que les dones 23.864 $. La renda per capita de la població era d'11.239 $. Aproximadament el 20% de les famílies i el 12,9% de la població estaven per davall del llindar de pobresa.